# مدال دفاع از لنینگراد
مدال دفاع از لنینگراد (به روسی: Медаль «За оборону Ленинграда») یک مدال جنگی اتحاد جماهیر سوسیالیستی شوروی در جنگ جهانی دوم که در ۲۲ دسامبر ۱۹۴۲ بنا شده‌است و با حکم هیئت رئیسه عالی اتحاد جماهیر سوسیالیستی شوروی برای به رسمیت شناختن شجاعت و کار سخت مدافعان نظامی و غیرنظامی لنینگراد در یک محاصره ۸۷۲ روزه به وجود آمده‌است.

برخی از دارندگان این مدال عبارت اند از:
- آندری ژدانف
- کلیمنت ووراشیلوف
- گئورگی ژوکوف
- یوری نیکولین
- یوری یاپا